# 中嶋憲正
中嶋 憲正（なかしま けんせい、1950年（昭和25年）7月11日 - ）は、日本の政治家。元熊本県山鹿市長（4期）。

## 来歴
熊本県鹿本郡稲田村（現・山鹿市鹿本町）生まれ。熊本県立鹿本高等学校卒業。
1988年4月、鹿本町議会議員に初当選。1996年、鹿本町長に初当選。
2005年1月15日、旧山鹿市、鹿本郡鹿央町・鹿北町・鹿本町・菊鹿町が新設合併し、新市制の山鹿市が誕生。これに伴い同年2月20日に行われた山鹿市長選挙に立候補し初当選した。
2021年の市長選には立候補しなかった。2022年、旭日中綬章受章。